# The Vegetable Kingdom
The Vegetable Kingdom (abreviado Veg. Kingd.) es un libro con ilustraciones y descripciones botánicas que fue escrito por el paleontólogo, naturalista y botánico británico John Lindley y publicado en Londres en 1846 con el nombre de Vegetable Kingdom, The; or, the Structure, Classification, and Uses of Plants, Illustrated upon the Natural System... with Upwards of Five Hundred Illustrations. London